# Noctua caesia
Noctua caesia là một loài bướm đêm trong họ Noctuidae.